# Zmierzch Cesarstwa Rzymskiego
Zmierzch Cesarstwa Rzymskiego (ang. The History of the Decline and Fall of the Roman Empire) – monografia historyczna Edwarda Gibbona wydana w latach 1776–1789 w Londynie w sześciu tomach.
Książka opisuje dzieje upadku imperium rzymskiego oraz bizantyńskiego, na tle historii Europy i rozwijającego się Kościoła katolickiego w latach 192–1453.
Wydanie pierwszego tomu w 1776 roku spotkało się z bardzo przychylnym przyjęciem m.in. Davida Hume’a i Horacego Walpole’a. Jednakże ukazanie negatywnego wpływu Kościoła na stabilność imperium ściągnęło na autora krytykę sfer związanych z Kościołem, wśród nich m.in. Josepha Priestleya. W 1781 roku ukazały się tomy drugi i trzeci, zaś następne trzy ukazały się w latach 1788–1789.

## Problematyka
W pracy Gibbon wyraził swój pogląd na istotę dziejów, którą widział jako unoszącą się i opadającą spiralę prowadzącą ludzkość do coraz wyższych i bardziej zaawansowanych urządzeń moralno-społecznych, w tym ujęciu upadek Rzymu był momentem załamania się postępu, początkiem kolejnej epoki wzrostu miał być według Gibbona okres wypraw krzyżowych. Przyczyn upadku imperium rzymskiego Gibbon upatrywał przede wszystkim w najazdach barbarzyńców i w rozwoju chrześcijaństwa. Barbarzyńcy mieli zaszczepić w rzymskim świecie demokrację i tradycje wolnościowe. Chrześcijaństwo z drugiej strony opierało się na wierze w nadejście Królestwa Niebieskiego, co sprawiało, że chrześcijanie zaniedbywali świeckie państwo. Ogromne nakłady kierowano na kościół, przez co budżet Rzymu nie był w stanie finansować innych wydatków. Chrześcijanie unikali również służby wojskowej, duchowieństwo propagowało uległość wobec wrogów. Ze względu na krytykę chrześcijaństwa książka została wpisana do indeksu ksiąg zakazanych
Polskie wydanie obejmuje tylko część pracy, tomy od 1 do 3, a więc od rządów Antoninów do podboju Brytanii przez Anglosasów.

## Polski przekład
- Zmierzch Cesarstwa Rzymskiego, t. 1, przeł. Stanisław Kryński, wstępem poprzedził Tadeusz Zawadzki, PIW, Warszawa 1960 (wyd. 2 – 1975; wyd. 3 – 1995; wyd. 4 – 2017).
- Zmierzch Cesarstwa Rzymskiego, t. 2, przeł. Zofia Kierszys, PIW, Warszawa 1960 (wyd. 2 – 1975; wyd. 3 – 1995; wyd. 4 – 2017).
- Upadek Cesarstwa Rzymskiego na Zachodzie, przeł. Irena Szymańska, przypisy przeł. Mikołaj Szymański, PIW, Warszawa 2000 (wyd. 2 – 2017).